# Neobisium reitteri
Neobisium reitteri es una especie de arácnido del orden Pseudoscorpionida de la familia Neobisiidae.

## Distribución geográfica
Se encuentra en Grecia y Rumania.